# Engelbert Schramm (Biologe)

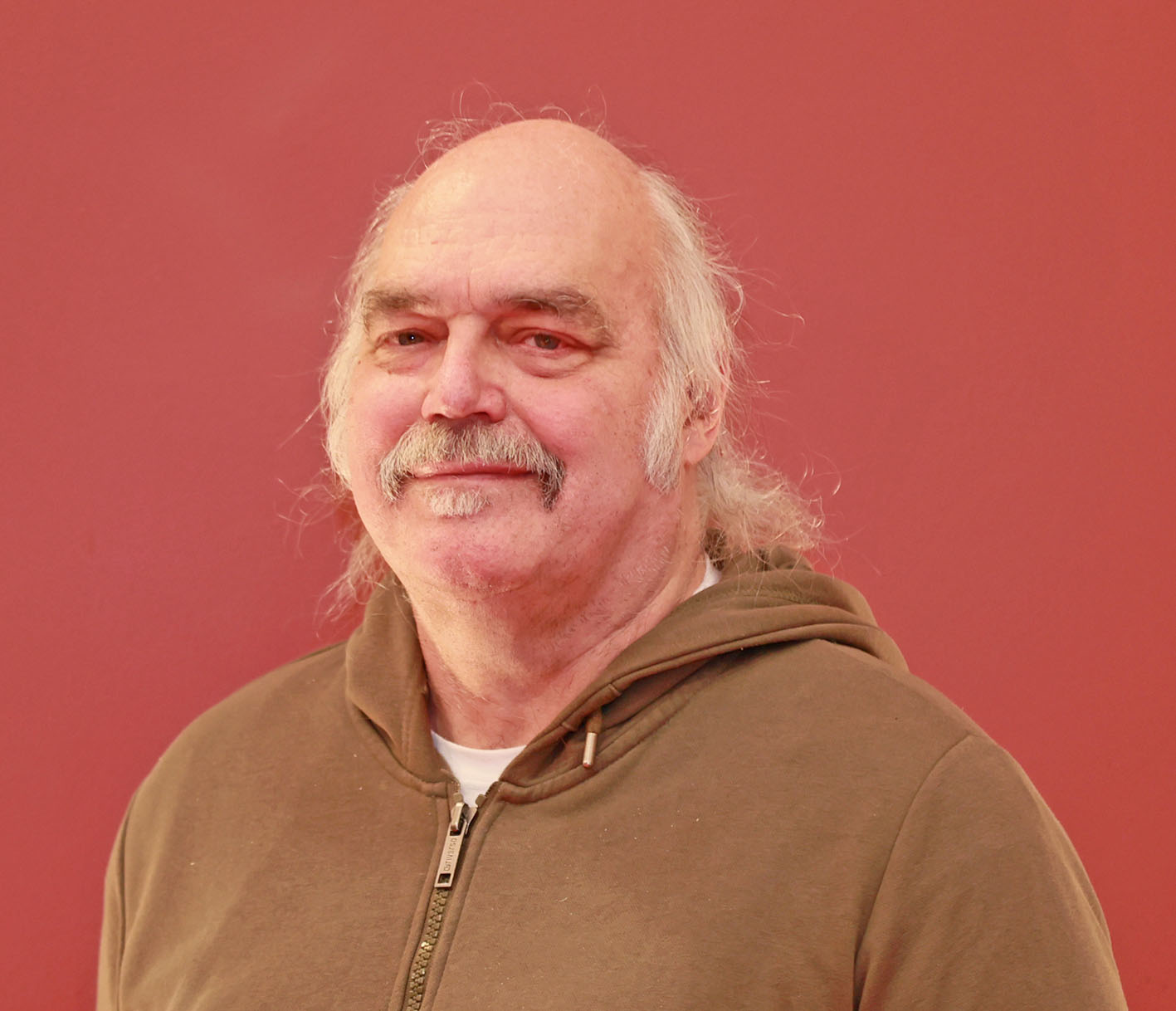
Engelbert Schramm (2022)

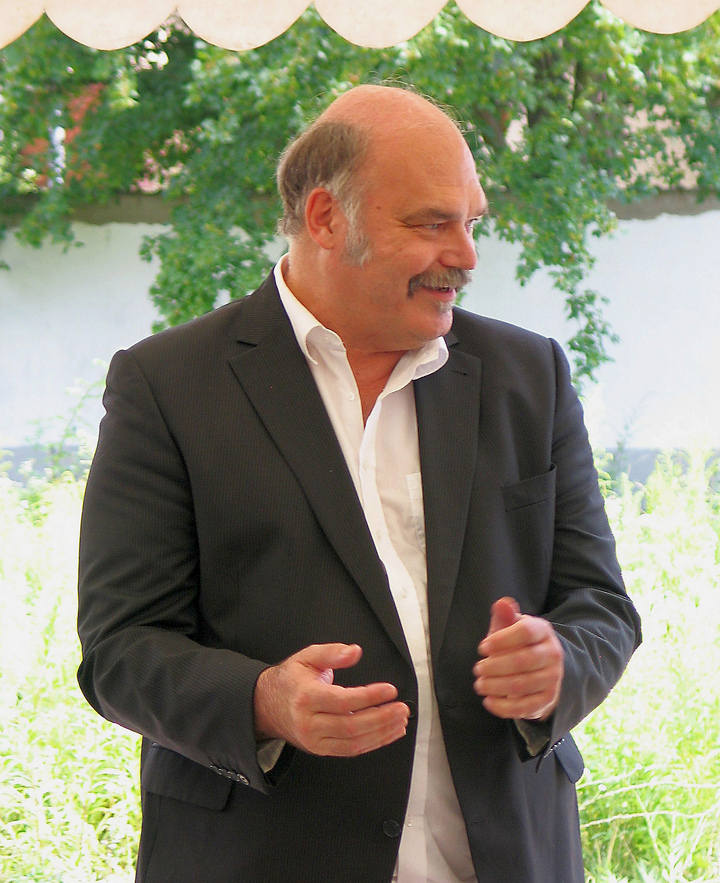
Engelbert Schramm (2014)

Engelbert Schramm (* 1954 in Fulda) ist ein deutscher Biologe und Umweltwissenschaftler. Er ist Mitbegründer des Instituts für sozial-ökologische Forschung (ISOE) in Frankfurt am Main und war zwischen 2014 und 2018 Mitglied der Institutsleitung.

## Leben
Schramm studierte Biologie, Chemie und Erziehungswissenschaften an der Universität Frankfurt. Während seines Studiums war er auf verschiedenen Ebenen (Fachschaftsvertretung Biologie, Studentenparlament, universitärer Konvent) hochschulpolitisch aktiv und war Redakteur und Herausgeber der Studentenzeitung diskus. Nach dem Staatsexamen arbeitete er freiberuflich als Wissenschaftspublizist. Seit 1984 war er bei Klaus Michael Meyer-Abich (Universität Essen), dann bei Gernot Böhme (TU Darmstadt) sowie in der Forschungsgruppe Soziale Ökologie tätig, aus der 1989 das Institut für sozial-ökologische Forschung entstand. 1995 promovierte er mit einer Arbeit zur Ideengeschichte des ökologischen Kreislaufs an der TU Darmstadt. 
Seine Forschungsschwerpunkte am ISOE sind die nachhaltigkeitsorientierte Ressourcenbewirtschaftung, die Begleitforschung und die regionale Nachhaltigkeit. Bis März 2014 leitete er den ISOE-Forschungsschwerpunkt Wasserinfrastruktur und Risikoanalysen. Schramm hat zahlreiche Aufsätze und Bücher zur Umweltforschung und zur Umweltgeschichte (vor allem zur Geschichte des Trinkwassers) veröffentlicht und ist als Herausgeber tätig. Viele Arbeiten hat er gemeinsam mit Thomas Kluge verfasst.

## Bücher / Monographien
- (Herausgeber zus. mit Thomas Kluge): Wasser 2050. Mehr Nachhaltigkeit durch Systemlösungen. oekom verlag: München 2016
- (Herausgeber zus. mit  Johannes Pinnekamp, Laurence Palmowski, Klaus Kümmerer): Abwasser aus Einrichtungen des Gesundheitswesens - Charakterisierung, Technologien, Kommunikation und Konzepte. Abschlussbericht SAUBER+. Gewässerschutz - Wasser - Abwasser 238 (2015).
- (Herausgeber zus. mit Matthias Bergmann, Thomas Jahn, Tobias Knobloch, Wolfgang Krohn, Christian Pohl): Methoden transdisziplinärer Forschung : ein Überblick mit Anwendungsbeispielen, Frankfurt, M., New York: Campus-Verlag 2010, ISBN 978-3-593-39197-7 (auch auf Englisch, 2012)
- (Herausgeber zus. mit Matthias Bergmann): Transdisziplinäre Forschung. Integrative Forschungsprozesse verstehen und bewerten. Frankfurt a. M./New York: Campus Verlag 2008, ISBN 978-3-593-38846-5
- Genese und "Verschwinden" der Kybernetik : ein Literaturbericht (Hrsg.: Institut für Sozial-Ökologische Forschung) ISOE-Diskussionspapiere Nr. 23, 2005
- (Herausgeber zus. mit Thomas Kluge): Aktivierung durch Nähe : Regionalisierung nachhaltigen Wirtschaftens. München: ökom Verlag, ISBN 978-3-936581-03-4
- (Herausgeber zus. mit Christoph Görg, Christine Hertler, Michael Weingarten): Zugänge zur Biodiversität. Marburg an der Lahn: Metropolis, 2000, ISBN 978-3-89518-269-3
- (gemeinsam mit Thomas Kluge und Aicha Vack): Wasserwende : wie die Wasserkrise in Deutschland bewältigt werden kann, München, Zürich: Piper 1995, ISBN 3-492-12059-8
- (Herausgeber zus. mit Johann-Peter Regelmann): Wissenschaft der Wendezeit – Systemtheorie als Alternative. Frankfurt a. M., R. G. Fischer, 1988, ISBN 3-88323-764-7
- (gemeinsam mit Thomas Kluge): Wassernöte : Umwelt- und Sozialgeschichte des Trinkwassers. Aachen, Alano-Verlag, 1986, ISBN 3-924007-19-5 (zweite Auflage Köln 1988)
- (Herausgeber zus. mit Gernot-Böhme): Soziale Naturwissenschaft : Wege zu einer Erweiterung der Ökologie. Frankfurt a. M., fischer alternativ, 1985
- Pflanzenschutz im Öko-Garten . Frankfurt a. M., fischer alternativ, 1985
- Ökologie-Lesebuch. Ausgewählte Texte zur Entwicklung ökologischen Denkens. Frankfurt a. M., fischer alternativ, 1984

## Aufsätze (Auswahl)
- Thomas Jahn, Diana Hummel, Engelbert Schramm: Nachhaltige Wissenschaft im Anthropozän. In: GAIA 24 (2), 92–95 (2015)
- Thomas Kluge, Engelbert Schramm: Geschichte als Naturschauspiel, In: Freibeuter Nr. 40 (1989)
- Engelbert Schramm, Thomas Kluge: Reinheitsgebote. Die Wassergüte im hydrotechnischen Kreislauf, In: Kursbuch 92, Elemente I: Wasser (Mai 1988)
- Thomas Kluge, Engelbert Schramm: Versorgen - Entsorgen : Wasserpolitik in der Krise, In: Kursbuch 92, Elemente I: Wasser (Mai 1988)
- Thomas Kluge, Engelbert Schramm,  Vom Himmel hoch. Eine Geschichte der TA Luft, Kursbuch 96, 91–109, 1989
- Martin Zimmermann, Engelbert Schramm, Björn Ebert (2020): Siedlungswasserwirtschaft im Zeitalter der Digitalisierung. In: TATuP – Zeitschrift für Technikfolgenabschätzung in Theorie und Praxis 29 (1), 37–43, 2020